# Чає
Чає (пол. Czaje) — село в Польщі, у гміні Городиськ Сім'ятицького повіту Підляського воєводства.
Населення — 124 особи (2011).
У 1975-1998 роках село належало до Білостоцького воєводства.

## Демографія
Демографічна структура станом на 31 березня 2011 року:
|          | Загалом | Допрацездатний вік | Працездатний вік | Постпрацездатний вік |
| -------- | ------- | ------------------ | ---------------- | -------------------- |
| Чоловіки | 61      | 13                 | 36               | 12                   |
| Жінки    | 63      | 10                 | 32               | 21                   |
| Разом    | 124     | 23                 | 68               | 33                   |